# C12H12ClNO
化学式C12H12ClNO（摩尔质量：221.68 g/mol）可以指：
- 脱氢去甲氯胺酮，CAS号：57683-62-2
- 丙炔草胺，CAS号：21267-72-1

|  | 这个同类索引页列出了具有相同分子式的化学物（即同分異構體）条目。 除非您是有意链接至本页，否则应将相应条目的内部链接指向正确的条目。 |